# Jan Květ
Jan Květ (8. května 1896 Jindřichův Hradec – 14. července 1965 Praha) byl český  vysokoškolský pedagog, scénograf a historik umění zaměřený na středověké umění, zejména iluminace, a na malířství přelomu 19. a 20. století.

## Život
Jan Květ pocházel z právnické rodiny, která se s otcovou službou často stěhovala. Od mládí se zajímal o výtvarné umění a památky, kreslil, maloval a věnoval se trojrozměrným návrhům.
Absolvoval školní docházku v Táboře a poté v Praze na Jiráskově gymnasiu v Žitné ulici čp.308 (tj. dnešní budova základní školy v Resslově ulici 10). Dále vystudoval na Univerzitě Karlově v Praze učitelství dějepisu a zeměpisu pro střední školy. Jeho učiteli byli Josef Šusta, Václav Novotný, Lubor Niederle, Gustav Friedrich, Josef Pekař a Otakar Kádner. Květovy zájmy byly daleko širší, navštěvoval přednášky z dějin literatury u Arne Nováka, semináře Vojtěcha Birnbauma a přednášky dějin umění Karla Chytila a Antonína Matějčka. Soukromě studoval malbu u Oty Bubeníčka.
V letech 1919–23 byl asistentem a knihovníkem Historického semináře UK. Ve školním roce 1922–1923 Květ získal roční stipendium francouzské vlády a studoval v Paříži na Sorbonně a na École du Louvre, kde medievalistiku přednášeli slavní profesoři Émil Male, Marcel Aubert a Paul Vitry.
Roku 1923 nastoupil jako asistent do Národního muzea, od roku 1924 byl jmenován adjunktem v oddělení historické archeologie Národního muzea v Praze, kde se definitivně rozhodl věnovat vědecké kariéře v oboru dějin umění středověku. Katalogizoval sbírky Lapidária a v letech 1940-1942 byl vedoucím národopisného oddělení. Pracovní poměr v muzeu ukončil roku 1945.
Roku 1931 se prací o iluminovaných rukopisech královny Elišky Rejčky habilitoval na Filozofické fakultě Univerzity Karlovy jako soukromý docent středověkého umění. Téhož roku napsal zásadní stať do akademického Dějepisu umění v Čechách I. Roku 1933 se mu narodil syn Jan Květ, pozdější přírodovědec (botanik a ekolog). V roce 1945 byl jmenován profesorem UK a roku 1960 akademikem ČSAV. Od roku 1958 zastával funkci předsedy Ústřední komise státní památkové péče, což byl také v té době poradní orgán ministerstva školství a kultury. Jako vedoucí představitel oboru cestoval často do zahraničí a zastupoval ČSSR v řadě mezinárodních sympozií a komisí, např. v UNESCO.
Zemřel roku 1965 v Praze. Byl pohřben na Vinohradském hřbitově.

## Dílo
Ve vědecké práci se soustředil především na středověké iluminované rukopisy, ornament, středověkou architekturu a umění na přelomu století. Počátkem války se z vlasteneckých důvodů od středověkých témat obrátil k české krajině v díle malířů 19. a 20. století knihou Má vlast s předmluvou básníka Jana Hory. Kniha vyšla v sedmi vydáních.
Květ se věnoval scénografii během studia (1915-1919, loutkové divadlo a divadlo Na Veveří v Brně) a v letech 1920-1927 (opery, Státní divadlo v Brně, divadla v Ostravě a Plzni). V roce 1934 se milánská La Scala rozhodla uvést Smetanovu Prodanou nevěstu a Jan Květ připravil návrh scény s dekoracemi Cyrila Boudy. Před válkou se k scénografii vrátil a v letech 1935-1937 realizoval několik návrhů pro Zemské divadlo v Brně. Patřil k avantgardním scénografům a jeho návrhy později vysoce oceňoval divadelní teoretik Mirko Očadlík.
Napsal texty do výstavních katalogů M. Holého, J. Hubáčka, V. Pukla, R. Wiesnera, A. Nováka, F. Tichého, F. Zikmunda, C. Boudy, H. Ullika, V. Plocka, M. Švabinského, K. Svolinského, V. Silovského, V. Studeného či L. Jiřincové.